# Vimar
VIMAR è un'azienda italiana che produce materiale elettrico per impianti, domotica, sistemi intelligenti e interconnessi in ambito residenziale e terziario. 
È attiva principalmente in Italia, ma è presente anche sulla scena internazionale, con unità produttive e sedi commerciali in tutto il mondo: Austria, Francia, Grecia, Emirati Arabi Uniti, Cina, Singapore, Cile, Messico, Venezuela.

## Storia
Fondata il 1º maggio 1945 dagli imprenditori Walter Viaro e Francesco Gusi, l'azienda si è sempre dedicata alla produzione di materiale elettrotecnico ed elettronico. La prima sede dell'azienda è stata a Marostica in provincia di Vicenza dove è ancora oggi presente assieme a diverse fabbriche e a un magazzino centralizzato. 
Il nome della società deriva dall'unione delle lettere iniziali del cognome di Walter Viaro, uno dei suoi fondatori, e dal nome del comune sede dell'azienda: Viaro MARostica.
Il 15 marzo 1968 la VIMAR deposita il brevetto Sicury Vimar, un meccanismo che permette la chiusura automatica dei fori della presa quando si estrae la spina, impedendo il contatto con parti in tensione. Il meccanismo permette un aumento della sicurezza degli impianti elettrici e ben presto l'azienda decide di cederne l'utilizzo a titolo gratuito a tutti gli operatori del settore, ciò lo fece diventare standard in brevissimo tempo.
Nel 1975 la società vicentina deposita un secondo brevetto, la Bpresa: è il primo brevetto di presa multistandard, cioè in grado di alloggiare spine di differenti tipologie nel caso specifico da 10 e 16 A. Tipo S10, S11, SPA11, S17, SP17.
Nel dicembre 2012 Vimar acquisisce controllo totale di Elvox S.p.A., storica azienda padovana nel settore della citofonia. Nasce Vimar Group.

## Il logo

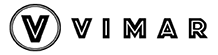
Vimar 1945
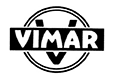
Vimar 1950
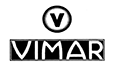
Vimar 1955
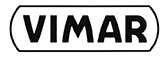
Vimar 1960
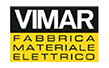
Vimar 1970/1980
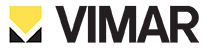
Vimar 1990
Vimar 2000